# Joep Galiart
J.M.J. (Joep) Galiart (Stevensweert, 18 augustus 1926 – Roermond, 26 december 1992)  was een Nederlands politicus van de KVP.
Hij was adviseur in de bosbouw en grondexploitatie maar ook actief in de lokale politiek. Van 1966 tot 1974 was Galiart wethouder in zijn geboorteplaats Stevensweert. In september 1975 volgde zijn benoeming tot burgemeester van Geulle. Eind 1978 vermeldden de media dat er een gerechtelijk onderzoek was ingesteld naar onder meer zijn bestuursdaden in de periode dat hij nog wethouder was. Vanwege zijn ziekte werd Galiart medio 1980 afgekeurd waarna hij eervol ontslagen werd als burgemeester van Geulle. Eind 1992 overleed hij op 66-jarige leeftijd.